# Alícia Masriera González
Alícia Masriera González (Barcelona, 1940) és una espeleòloga i alpinista catalana.
Membre del Grup d'Exploracions Subterrànies del Club Muntanyenc Barcelonès, ha estat vocal del seu comitè executiu. Ha realitzat expedicions espeleològiques centrades en la recerca geològica de les regions sud-pirinenques de Catalunya.
L'any 1969 va guanyar la plaça de conservadora tècnica del Museu de Geologia (Museu Martorell) i el 1985 en va ser nomenada directora, càrrec que va ocupar fins que es va jubilar, el desembre de 2005. Ha dedicat la seva activitat científica a la col·laboració en diversos treballs dirigits al millor coneixement geològic dels terrenys mesozoics i terciaris del Pirineu català i aragonès, i n'ha publicat els resultats com a coautora en diferents revistes de l'especialitat i, des de 1990, assíduament a ‘Treballs del Museu de Geologia de Barcelona’, publicació de la qual ha estat directora. Entre les seves publicacions es troba el llibre Museu Martorell, 125 anys d'història natural (1878-2003), publicat el 2004.
Des del seu vessant d'alpinista, l'any 1961 va formar part de la primera cordada íntegrament femenina que va pujar al Cavall Bernat, juntament amb una de les pioneres de l'escalada i l'alpinisme a Catalunya, la barcelonina Elisabeth Vergés Costa.